# 3-Methylpentan
3-Methylpentan (auch Diethylmethylmethan) ist eines der fünf Konstitutionsisomeren des Hexans.

## Darstellung und Gewinnung
3-Methylpentan kommt im Erdöl vor. Eine technische Synthese gelingt durch die Umsetzung von Butan mit Ethylen bei 400 °C und 200 bar in Gegenwart von homogenen Katalysatoren wie Phosphortrichlorid.

## Eigenschaften

### Physikalische Eigenschaften
3-Methylpentan ist eine leichtentzündliche, leicht flüchtige, farblose Flüssigkeit mit phenolartigem Geruch. Bei Normaldruck siedet die Verbindung bei 63 °C. Die Dampfdruckfunktion ergibt sich nach Antoine entsprechend log10(P) = A−(B/(T+C)) (P in bar, T in K) mit A = 3,97377, B = 1152,368 und C = −46,021 im Temperaturbereich von 289 K bis 337 K.
Die wichtigsten thermodynamischen Eigenschaften sind in der folgenden Tabelle aufgelistet:
| Eigenschaft               | Typ          | Wert [Einheit]                                                     |
| ------------------------- | ------------ | ------------------------------------------------------------------ |
| Standardbildungsenthalpie | ΔfH0gas      | −171,6 kJ·mol−1                                                    |
| Standardentropie          | S0liquid S0g | 292,5 J·mol−1·K−1 als Flüssigkeit 382,88 J·mol−1·K−1 als Gas       |
| Verbrennungsenthalpie     | ΔcH0liquid   | −4159,98 kJ·mol−1                                                  |
| Wärmekapazität            | cp           | 191,16 J·mol−1·K−1 (25 °C) als Flüssigkeit                         |
| Schmelzenthalpie          | ΔfH0         | 5,3032 kJ·mol−1 beim Schmelzpunkt                                  |
| Schmelzentropie           | ΔfS0         | 48,101 kJ·mol−1 beim Schmelzpunkt                                  |
| Verdampfungsenthalpie     | ΔVH0         | 28,08 kJ·mol−1 beim Normaldrucksiedepunkt 30,47 kJ·mol−1 bei 25 °C |
| Kritische Temperatur      | TC           | 231 °C                                                             |
| Kritischer Druck          | PC           | 31,1 bar                                                           |
| Kritisches Volumen        | VC           | 0,368 l·mol−1                                                      |
| Kritische Dichte          | ρC           | 2,72 mol·l−1                                                       |

Die Temperaturabhängigkeit der Verdampfungsenthalpie lässt sich entsprechend der Gleichung ΔVH0=A·exp(−β·Tr)(1−Tr)β (ΔVH0 in kJ/mol, Tr =(T/Tc) reduzierte Temperatur) mit A = 45,24 kJ/mol, β = 0,2703 und Tc = 504,4 K im Temperaturbereich zwischen 298 K und 353 K beschreiben.

Dampfdruckfunktion von 3-Methylpentan
Temperaturabhängigkeit der Verdampfungsenthalpie von 3-Methylpentan

### Sicherheitstechnische Kenngrößen
3-Methylpentan  bildet leicht entzündliche Dampf-Luft-Gemische. Die Verbindung hat einen Flammpunkt kleiner −20 °C. Der Explosionsbereich liegt zwischen 1,2 Vol.‑% (40 g/m3) als untere Explosionsgrenze (UEG) und 7,0 Vol.‑% (250 g/m3) als obere Explosionsgrenze (OEG). Es erfolgt eine Zuordnung in die Explosionsgruppe IIB). Die Zündtemperatur beträgt 300 °C. Der Stoff fällt somit in die Temperaturklasse T3.

## Verwendung
3-Methylpentan wird als Lösungsmittel für schnelltrocknende Lacke, Druckfarben und Klebstoffe verwendet. Weiterhin findet es Verwendung auch auf dem Brennstoff-, Kraftstoff- und Schmierstoffsektor und als Lösungsmittel und Reaktionsmedien für Kunststoffe und Arzneistoffe. Die Verbindung dient auch als Vergleichssubstanz in der Spektroskopie und Chromatographie.